# Bolgár Üzleti Blokk
A Bolgár Üzleti Blokk bolgár politikai párt volt 1990 és 2001 között. Elnöke Georgi Gancsev volt. Akkoriban a párt rendelkezett parlamenti mandátumokkal is. 
Georgi Gancsev később saját pártjával (Georgi Gancsev Blokkja) is elindult a választásokon.

## Választási eredmények
| év   | szavazatarány | mandátumszám | szavazatszám | státusz       |
| ---- | ------------- | ------------ | ------------ | ------------- |
| 1991 | 73 379        | 0            | 1,3%         | nem jutott be |
| 1994 | 245 849       | 13           | 4,73%        | ellenzék      |
| 1997 | 209 796       | 12           | 4,9%         | ellenzék      |
| 2001 | 162           | 0            | 0%           | nem jutott be |